# Netzhoppers KW
Netzhoppers KW – męski klub siatkarski z Niemiec z Königs Wusterhausen powstały w 1991 roku. Do 1. Bundesligi awansował w 2006 roku i występuje w niej do tej pory.

## Rozgrywki krajowe

### Mistrzostwa Niemiec
| Sezon     | Rozgrywki     | Faza zasadnicza | Faza play-off |
| --------- | ------------- | --------------- | ------------- |
| 2005/2006 | 2. Bundesliga | 1. miejsce      | 1. miejsce    |
| 2006/2007 | 1. Bundesliga | 9. miejsce      | –             |
| 2007/2008 | 1. Bundesliga | 8. miejsce      | ćwierćfinał   |
| 2008/2009 | 1. Bundesliga | 5. miejsce      | półfinał      |
| 2009/2010 | 1. Bundesliga | 7. miejsce      | ćwierćfinał   |

### Puchar Niemiec
| Sezon     | Osiągnięcie      |
| --------- | ---------------- |
| 2003/2004 | ćwierćfinał      |
| 2004/2005 | nie brał udziału |
| 2005/2006 | nie brał udziału |
| 2006/2007 | ćwierćfinał      |
| 2007/2008 | 1/8 finału       |
| 2008/2009 | 1/8 finału       |
| 2009/2010 | 1/8 finału       |

## Rozgrywki międzynarodowe
Klub Netzhoppers KW nie występował dotychczas w rozgrywkach międzynarodowych.

## Medale, tytuły, trofea
brak

## Kadra w sezonie 2009/2010
- Pierwszy trener:  Mirko Culic
- Drugi trener:  Viktor Kaliberda

| Nr | Imię i nazwisko    | Data ur. | Wzrost | Pozycja      |
| -- | ------------------ | -------- | ------ | ------------ |
| 2  | Santino Rost       | 1990     | 196    | rozgrywający |
| 5  | Stefan Köhler      | 1989     | 197    | przyjmujący  |
| 6  | Arvid Kinder       | 1980     | 191    | przyjmujący  |
| 8  | Manuel Rieke (K)   | 1987     | 204    | atakujący    |
| 11 | Florian Karl       | 1984     | 196    | środkowy     |
| 12 | Daniel Heinecke    | 1986     | 198    | środkowy     |
| 13 | Manuel Rieke (K)   | 1982     | 194    | rozgrywający |
| 18 | Sebastian Prüsener | 1982     | 196    | libero       |